# Șepreuș
Șepreuș è un comune della Romania di 2 657 abitanti, ubicato nel distretto di Arad, nella regione storica della Transilvania.
Il monumento più importante del comune è un castello del XIX secolo, tuttavia dal punto di vista turistico la località è frequentata soprattutto dagli appassionati di pesca sportiva.
Șepreuș è la città natale di Marius Sturza (1876-1954), docente universitario, medico e studioso di balneoterapia.